# Otto Ernst Julius Seyffer
Otto Ernst Julius Seyffer (* 7. Oktober 1823 in Stuttgart; † 15. April 1890 ebenda) war ein deutscher Physiker, der vor allem durch seine Auseinandersetzung mit Julius Robert Mayer bekannt wurde.

## Leben
Otto Ernst Julius Seyffer war von 1850 bis 1851 Privatdozent der Physik in Tübingen. Später arbeitete er in Stuttgart als Redakteur des Württembergischen Staatsanzeigers und erhielt in dieser Funktion den Professorentitel. 1866 gab er diese Arbeit auf und widmete sich der Numismatik.
Seyffer war von 1866 bis 1874 Inhaber des von seinem Schwager Karl Abr. Möricke betriebenen Unternehmens „Fabrikation und Export in Drogueriewaren K. A. Möricke u. Comp.“ in der Königstraße 42.
Er legte eine Sammlung griechischer und römischer Münzen und eine numismatische Bibliothek an, die nach seinem Tod in München versteigert wurden. Sein beträchtliches Vermögen vermachte er als Stiftung der Stadt Stuttgart. Die Seyfferstraße in Stuttgart-West wurde 1890 nach Otto Ernst Julius Seyffer benannt.

## Seyffer als Wissenschaftler und Kontrahent Mayers

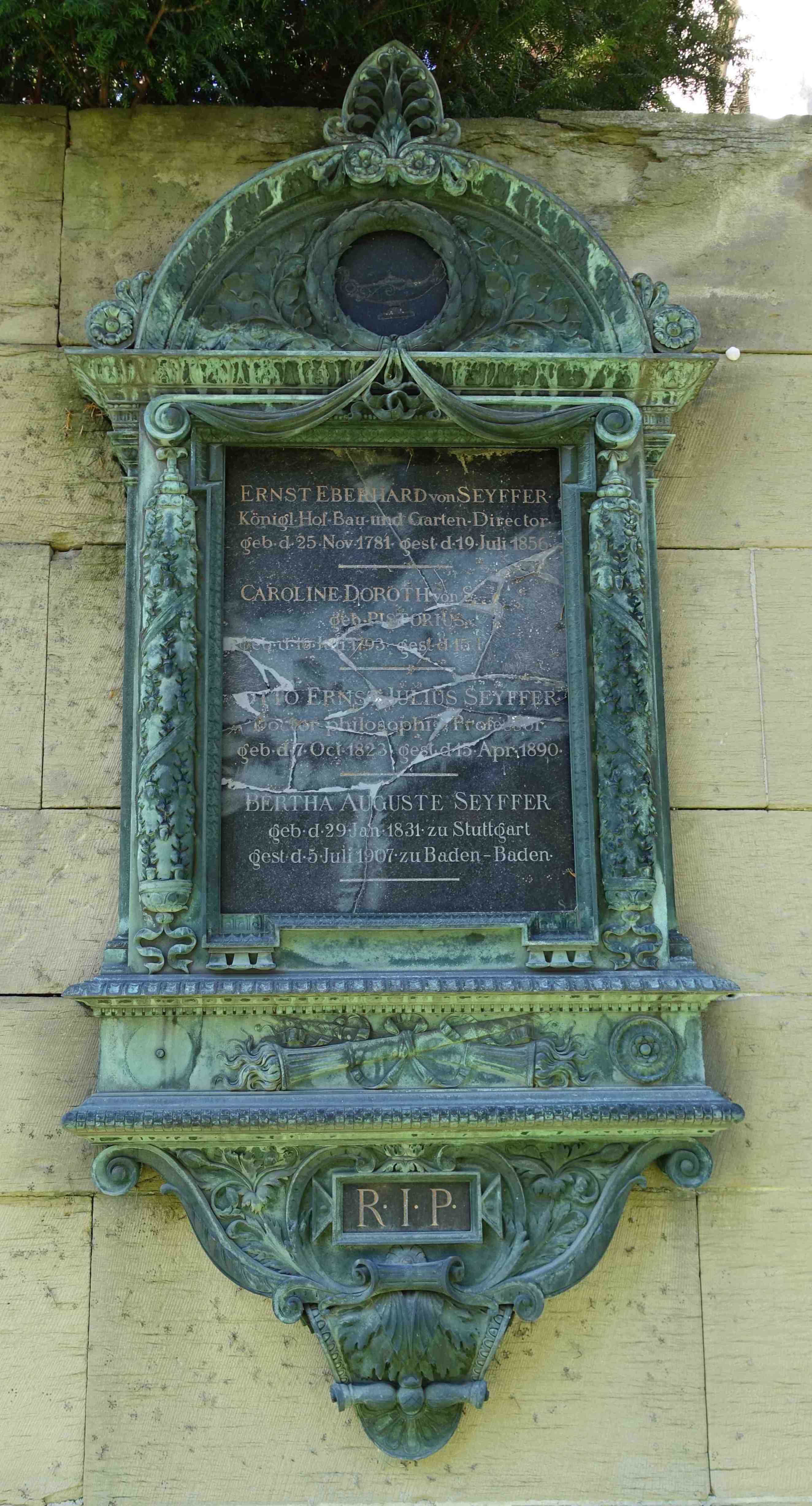
Wandepitaph der Familie Seyffer auf dem Pragfriedhof Stuttgart, Abteilung 5.

Seyffers Dissertation aus dem Jahr 1846 trug den Titel Geschichte der Entdeckung der Contact- oder sogenannten galvanischen Electricität bis zur Erfindung der Säule durch Alexander Volta; er erweiterte sie 1848 zu dem Werk Geschichtliche Darstellung des Galvanismus. Sie war aus einer Preisschrift hervorgegangen.
1850 habilitierte er sich in Tübingen. Die erste These seiner Habilitation am 18. April 1850 lautete: Die Auffindung der sogenannten Äquivalentenzahl zwischen mechanischer Kraft und Wärme anerkenne ich als eine vollendete Tatsache. Nur ein Jahr zuvor hatte er hingegen in der Augsburger Allgemeinen Zeitung noch einen heftigen Angriff gegen Julius Robert Mayer geführt und dessen Äußerungen über den Energiesatz Unhaltbarkeit attestiert. Auch James Prescott Joule und Hermann von Helmholtz hatten Mayers Ausführungen ignoriert. Mayer, der vergeblich versucht hatte, eine Gegendarstellung zu veröffentlichen, sprang vor Aufregung über Seyffers Habilitation und seine eigene Nichtanerkennung am 18. Mai 1850 aus einem Fenster seiner Wohnung im zweiten Stock und zog sich dabei bleibende Schäden zu. Carl Ipsen wies Seyffer daher die Schuld am ersten schwereren Erregungszustand des Heilbronner Arztes zu. Seyffer konnte mit seiner Habilitation jedoch nicht wirklich überzeugen und wurde nur als Privatdozent zugelassen. Als 1851 der Lehrstuhl Johann Gottlieb Nörrenbergs vakant wurde, wurde eine Berufung Seyffers von der zuständigen Fakultät abgelehnt und stattdessen Professor Reusch vorgeschlagen.